# Шид
Шид (слч. Šíd, хрв. Šid, рсн. Шид) је градско насеље и седиште истоимене општине у Сремском округу, смештен на падинама Фрушке горе. Према попису из 2022. било је 12.618 становника.

## Географија
Надморска висина је 104 m. То је седиште најзападније општине Срема, а налази се између реке Дунав и обронака Фрушке горе на северу и реке Саве на југу. Област на којој је изграђен Шид је воћарско виноградарски крај, са великим винским подрумом. У склопу пољопривреде развијена је и прехрамбена индустрија, посебно прерада жита, савремена индустријска кланица (која је затворена као и већина великих предузећа после демократских промена 2000-е) и фабрика за производњу јестивог уља, као и текстилна индустрија и трикотажа (такође затворена после демократских промена 2000-е). У граду се налази спомен кућа и галерија познатог сликара Саве Шумановића. Према свом положају, општина привредно гравитира Бачкој Паланци као већем економском и културном центру у непосредној близини. Недалеко од Шида је и граница са Хрватском.
Овде се налазе Железничка станица Шид, Туристичка организација Шид и Културно образовни центар Шид.

## Историја
Није познато када је Шид формиран као насеље, постоје само разне претпоставке. Почетком 18. века Шид је био једно од највећих насеља између Винковаца, Вуковара и Сремске Митровице. За процене о величини и значају Шида постоје писмени подаци. Најранији помен из тога времена је податак да је у Шиду умро Лука Наталис 1702. године, викар апостолског посланства.
Умро је 1860. године капетан аудитор доктор филозофије Петар Матић, који се уз војну службу пуно бавио књижевним радом - објавио више наслова књига. Остао је удовац, у пензији, био без потомака па је своју библиотеку завештао Карловачкој гимназији. Матић је био родом из Бингуле, свештенички син. Завршио је Гимназију у Карловцима, филозофију у Пешти а немачка права у Бечу.
Српска школа у Шиду је 1860. године отворила и трећи разред, где ће поред српског бити учен и немачки језик.
Град је 1885. године био у саставу Ердевичког изборног среза са својих 2406 душа.
У Шиду је основано 1898. године "Венац - српско друштво за међусобно помагање о женидби и удадби". То чудно друштво залагало се за новчану помоћ младим супружницима, која им је била потребна за оснивање породице. Члан друштва би након женидбе добио новчани износ према броју чланова а ако је и невеста чланица тог друштва, и њој следује новац. Оснивачи друштва били су грађани шидски Драгутин Грчић и Стеван Благојевић. Друштво је радило по усвојеним правилима, а управу је водио поменути Грчић.

### Други светски рат
За време Другог светског рата, Шид је био у саставу НДХ. Највећи од свих злочина у том периоду догодио се 28. 8. 1942. године, на Велику Госпојину. Већа група усташа, на челу са Виктором Томићем, дошла је из Загреба и у току ноћи је започела рација. Ухапшено је 142 Шиђана (125 мушкараца, 13 жена и 4 детета). Сви они су стравично мучени, и на крају, њих 121 је возом пребачено у Сремску Митровицу где су стрељани. Међу њима је био и чувени српски сликар Сава Шумановић. Рација у Шиду се одвијала у склопу веће рације која је изведена на територији целог Срема, а у којој је убијено преко 6.000 људи, већином Срба, мада је било и Јевреја и Рома.
У дворишту среског суда у Шиду истерали су жене, децу и људе, пустили воду из чесме и натерали их „да седну у воду", а усташе су то гледале и тиме се забављали. Како су сви имали руке везане на леђима, а од силних батина изнемогли, многи нису могли да седну на земљу, већ су потрбушке падали. Виктор Томић их је ногама тукао и газио по њима.
Међу ухапшеним Србима био је и Кузман Славујевић. Када је око 5 сати ујутро дотеран у двориште среског начелства „и видео доведену малу српску децу, толико је био ганут, а у исто доба и разјарен, да је усташама псовао мајку". Како су му руке биле везане на леђима, ухватио је зубима најближег усташу за гушу". У том моменту му је прискочио Виктор Томић, ударио га железном полугом по глави тако жестоко да је одмах онесвешћен пао на земљу. Да би га привели свести, полили су га водом, однели у подрум, где је било других Срба затвореника, и ту му пред свима најпре чупали клештима нокте са ногу и руку, а потом му ножем одрезали обе руке заједно са плећкама, те је у највећим мукама умро.
У Шиду су Срби ужасно тучени и на све могуће начине злостављани. Домаће усташе су их нагониле да један другоме лижу крв из рана, па их онда пустили кућама. У дворишту котарске општине у Шиду Србе су тукли „кочевима, секирама, столицама, и неким гуменим пендрецима, који су на врху имали неко шиљато железо које је са жртава чупало месо".
У селима шидског среза у разним саопштењима се увек наглашавало да се то и то „забрањује Жидовима, Циганима и Србима“.
Срби су између осталог уцењивани и у виду разних контрибуција. Тако је у Шидском срезу појединим селима било одређено да плате 100, 150, па и више стотина хиљада динара. Село Батковац имало је да плати 150.000. Разрез је био учињен према имовном стању грађана, тако да су појединци имали да дају између 5.000 и 20.000 динара. Сваком Србину који није дао новац саопштавано је да се одмах сели у Србију, а целокупна имовина му је одузимана у корист хрватске државе. При полагању новца свако је мора да потпише изјаву да новац даје драговољно „за унапређење усташког покрета". Угледни трговац Молдован из села Јамена, није донео тачно назначену суму у одређени час, па је због тога заклан у усташком стану у Шиду.
Приликом пљачкања српских кућа у Срему усташе су односиле „боље капуте, бицикле, златнину, готов новац", а поред тога „маст, брашно, мушке астраганске шубаре, чизме, шиваће машине и све што им је пало шака".

### Распад СФРЈ
Овде се одвијало Гранатирање Шида 1991.

## Култура
Галерија слика „Сава Шумановић“ налази се у Шиду, у ул. Светог Саве бр. 7, некадашње Маршала Тита бр. 11, у којој се налази највећи број дела Саве Шумановића (Винковци, 22. јануара 1896 - Хрватска Митровица, 30. августа 1942), једног од најзначајнијих српских сликара 20. века, а који је убројан и у 100 најзнаменитијих Срба. Основана је 1952. године захваљујући поклону сликареве мајке Персиде Шумановић, од 417 слика и куће у којој су дела данас изложена. Кућа заједно са галеријом, која је настала знатно касније, представљају непокретно културно добро као споменик културе од великог значаја.
Музеј наивне уметности „Илијанум” налази се у Шиду, сада у ул. Светог Саве бр. 5. Отворен је 1970. године на иницијативу сликара и светског класика маргиналне уметности Илије Башичевића Босиља (Шид, 1895-1972).
У близини села Привина Глава налази се истоимени манастир. По легенди манастир је добио је име по оснивачу, властелину Приви (или Приби) из 12. века. У граду налази се такозвани Руски двор, бивши летњиковац гркокатоличких епископа из 18. века.
У Граду постоји низ установа од културног значаја. Најважнији православни храм је Црква светог Николе. Овде се налазе Црква Успенија Пресвете Богородице у Шиду и Црква Светог великомученика Кнеза Лазара у Шиду. У Шиду делује Хрватско културно друштво "Шид" основано 2010. године.
Године 1863. школски тутор тадашњи Кристо Мауковић је о свом трошку изградио учитељске станове, за српску школу. Овде се налазе ОШ „Бранко Радичевић” Шид и ОШ „Сремски фронт” Шид.
Овде се налази Римокатоличка црква Пресветог Срца Исусовог у Шиду.

## Демографија
У насељу Шид живи 12.825 пунолетних становника, а просечна старост становништва износи 38,1 година (36,5 код мушкараца и 39,6 код жена). У насељу има 5.510 домаћинстава, а просечан број чланова по домаћинству је 2,96.
Ово насеље је углавном насељено Србима (према попису из 2002. године), а у последња три пописа, примећен је пораст у броју становника.
|             | \| Демографија[12] \| Демографија[12] \| Демографија[12] \| \| Година \| Становника \| Становника \| \| --------------- \| --------------- \| --------------- \| \| 1948. \| 6.710 \| \| \| 1953. \| 7.268 \| \| \| 1961. \| 9.058 \| \| \| 1971. \| 11.823 \| \| \| 1981. \| 13.450 \| \| \| 1991. \| 14.275 \| 14.089 \| \| 2002. \| 16.311 \| 16.834 \| \| 2011. \| 14.893 \| \| |            |
| Демографија | |            |
| Година      | Становника | Становника |
| 1948.       | 6.710 |            |
| 1953.       | 7.268 |            |
| 1961.       | 9.058 |            |
| 1971.       | 11.823 |            |
| 1981.       | 13.450 |            |
| 1991.       | 14.275 | 14.089     |
| 2002.       | 16.311 | 16.834     |
| 2011.       | 14.893 |            |

| Етнички састав према попису из 2002.‍ | Етнички састав према попису из 2002.‍ | Етнички састав према попису из 2002.‍ | Етнички састав према попису из 2002.‍ | Етнички састав према попису из 2002.‍ |
| ------------------------------------ | ------------------------------------ | ------------------------------------ | ------------------------------------ | ------------------------------------ |
|                                      |                                      |                                      |                                      |                                      |
| Срби                                 | Срби                                 |                                      | 12.427                               | 76,18%                               |
| Словаци                              | Словаци                              |                                      | 899                                  | 5,51%                                |
| Хрвати                               | Хрвати                               |                                      | 724                                  | 4,43%                                |
| Русини                               | Русини                               |                                      | 681                                  | 4,17%                                |
| Југословени                          | Југословени                          |                                      | 455                                  | 2,78%                                |
| Роми                                 | Роми                                 |                                      | 81                                   | 0,49%                                |
| Мађари                               | Мађари                               |                                      | 59                                   | 0,36%                                |
| Црногорци                            | Црногорци                            |                                      | 37                                   | 0,22%                                |
| Украјинци                            | Украјинци                            |                                      | 31                                   | 0,19%                                |
| Албанци                              | Албанци                              |                                      | 21                                   | 0,12%                                |
| Македонци                            | Македонци                            |                                      | 19                                   | 0,11%                                |
| Муслимани                            | Муслимани                            |                                      | 18                                   | 0,11%                                |
| Чеси                                 | Чеси                                 |                                      | 10                                   | 0,06%                                |
| Руси                                 | Руси                                 |                                      | 9                                    | 0,05%                                |
| Румуни                               | Румуни                               |                                      | 3                                    | 0,01%                                |
| Немци                                | Немци                                |                                      | 3                                    | 0,01%                                |
| Словенци                             | Словенци                             |                                      | 2                                    | 0,01%                                |
| Бошњаци                              | Бошњаци                              |                                      | 2                                    | 0,01%                                |
| Буњевци                              | Буњевци                              |                                      | 1                                    | 0,00%                                |
| Бугари                               | Бугари                               |                                      | 1                                    | 0,00%                                |
| непознато                            | непознато                            |                                      | 422                                  | 2,58%                                |

| \| \| м \| \| \| ж \| \| ? \| 47 \| \| \| 53 \| \| 80+ \| 55 \| \| \| 170 \| \| 75—79 \| 122 \| \| \| 249 \| \| 70—74 \| 250 \| \| \| 384 \| \| 65—69 \| 373 \| \| \| 454 \| \| 60—64 \| 389 \| \| \| 487 \| \| 55—59 \| 363 \| \| \| 425 \| \| 50—54 \| 569 \| \| \| 616 \| \| 45—49 \| 734 \| \| \| 718 \| \| 40—44 \| 645 \| \| \| 720 \| \| 35—39 \| 572 \| \| \| 604 \| \| 30—34 \| 536 \| \| \| 524 \| \| 25—29 \| 567 \| \| \| 525 \| \| 20—24 \| 576 \| \| \| 626 \| \| 15—19 \| 641 \| \| \| 580 \| \| 10—14 \| 496 \| \| \| 522 \| \| 5—9 \| 490 \| \| \| 448 \| \| 0—4 \| 413 \| \| \| 368 \| \| Просек : \| 36,5 \| \| \| 39,6 \| |      |  |  |      |
| |      |  |  |      |
| | м    |  |  | ж    |
| ? | 47   |  |  | 53   |
| 80+ | 55   |  |  | 170  |
| 75—79 | 122  |  |  | 249  |
| 70—74 | 250  |  |  | 384  |
| 65—69 | 373  |  |  | 454  |
| 60—64 | 389  |  |  | 487  |
| 55—59 | 363  |  |  | 425  |
| 50—54 | 569  |  |  | 616  |
| 45—49 | 734  |  |  | 718  |
| 40—44 | 645  |  |  | 720  |
| 35—39 | 572  |  |  | 604  |
| 30—34 | 536  |  |  | 524  |
| 25—29 | 567  |  |  | 525  |
| 20—24 | 576  |  |  | 626  |
| 15—19 | 641  |  |  | 580  |
| 10—14 | 496  |  |  | 522  |
| 5—9 | 490  |  |  | 448  |
| 0—4 | 413  |  |  | 368  |
| Просек : | 36,5 |  |  | 39,6 |

| Година пописа     | 1948. | 1953. | 1961. | 1971. | 1981. | 1991. | 2002. |
| ----------------- | ----- | ----- | ----- | ----- | ----- | ----- | ----- |
| Број домаћинстава | 2.008 | 2.211 | 2.758 | 3.759 | 4.590 | 4.878 | 5.510 |

| Број чланова      | 1     | 2     | 3     | 4     | 5   | 6   | 7  | 8  | 9 | 10 и више | Просек |
| ----------------- | ----- | ----- | ----- | ----- | --- | --- | -- | -- | - | --------- | ------ |
| Број домаћинстава | 1.006 | 1.338 | 1.141 | 1.342 | 412 | 190 | 50 | 16 | 7 | 8         | 2,96   |

| Пол    | Укупно | Неожењен/Неудата | Ожењен/Удата | Удовац/Удовица | Разведен/Разведена | Непознато |
| ------ | ------ | ---------------- | ------------ | -------------- | ------------------ | --------- |
| Мушки  | 6.439  | 1.938            | 4.059        | 227            | 173                | 42        |
| Женски | 7.135  | 1.442            | 4.102        | 1.193          | 373                | 25        |
| УКУПНО | 13.574 | 3.380            | 8.161        | 1.420          | 546                | 67        |

| Пол    | Укупно                    | Пољопривреда, лов и шумарство | Рибарство                            | Вађење руде и камена | Прерађивачка индустрија       |
| ------ | ------------------------- | ----------------------------- | ------------------------------------ | -------------------- | ----------------------------- |
| Мушки  | 3.097                     | 249                           | 0                                    | 0                    | 806                           |
| Женски | 2.168                     | 95                            | 0                                    | 0                    | 447                           |
| Укупно | 5.265                     | 344                           | 0                                    | 0                    | 1.253                         |
|        |                           |                               |                                      |                      |                               |
| Пол    | Производња и снабдевање   | Грађевинарство                | Трговина                             | Хотели и ресторани   | Саобраћај, складиштење и везе |
| Мушки  | 47                        | 112                           | 419                                  | 76                   | 347                           |
| Женски | 17                        | 14                            | 480                                  | 68                   | 68                            |
| Укупно | 64                        | 126                           | 899                                  | 144                  | 415                           |
|        |                           |                               |                                      |                      |                               |
| Пол    | Финансијско посредовање   | Некретнине                    | Државна управа и одбрана             | Образовање           | Здравствени и социјални рад   |
| Мушки  | 37                        | 52                            | 247                                  | 67                   | 94                            |
| Женски | 71                        | 67                            | 149                                  | 197                  | 227                           |
| Укупно | 108                       | 119                           | 396                                  | 264                  | 321                           |
|        |                           |                               |                                      |                      |                               |
| Пол    | Остале услужне активности | Приватна домаћинства          | Екстериторијалне организације и тела | Непознато            | Непознато                     |
| Мушки  | 97                        | 0                             | 0                                    | 447                  | 447                           |
| Женски | 74                        | 3                             | 0                                    | 191                  | 191                           |
| Укупно | 171                       | 3                             | 0                                    | 638                  | 638                           |

## Галерија
- Саркофаг са некрополе Белњача
- Спомен обележје Сремски фронт
- Железничка станица
- Српска православна црква Светог Николе у Шиду
- Словачка евангелистичка црква
- Чланови Словачког певачког друштва у Шиду (1938)
- Биста сликара Саве Шумановића у Галерији Сава Шумановић